# Субтропічні широколистяні ліси острова Пасхи
Субтропічні широколистяні ліси острова Пасхи або Субтропічні широколистяні ліси Рапа-Нуї та Сала-і-Гомесу (ідентифікатор WWF: OC0111) — океанійський екорегіон тропічних та субтропічних вологих широколистяних лісів, розташований на островах Пасхи та Сала-і-Гомес в Тихому океані. Він був повністю знищений людьми, які прибули на острів Пасхи приблизно у XII ст н.е.
Острів Пасхи є одним із найбільш географічно ізольованих островів світу. Він лежить у східному куті Полінезійського трикутника та утворює східний географічний кордон Океанії. Палеоботанічні дослідження показали, що раніше острів був вкритий пальмово-широколистяним лісом, в якому жили щонайменше шість видів птахів, два види ящірок і безліч безхребетних тварин. Після того, як ліс на острові був знищений, майже всі його мешканці також вимерли. Наразі острів Пасхи повністю вкритий травою, крім кількох ізольованих насаджень декоративних дерев та кущів. Через надзвичайну ізольованість острова та його унікальну ендемічну флору і фауну острів Пасхи був виділений Всесвітнім фондом дикої природи в окремий екорегіон.

## Географія

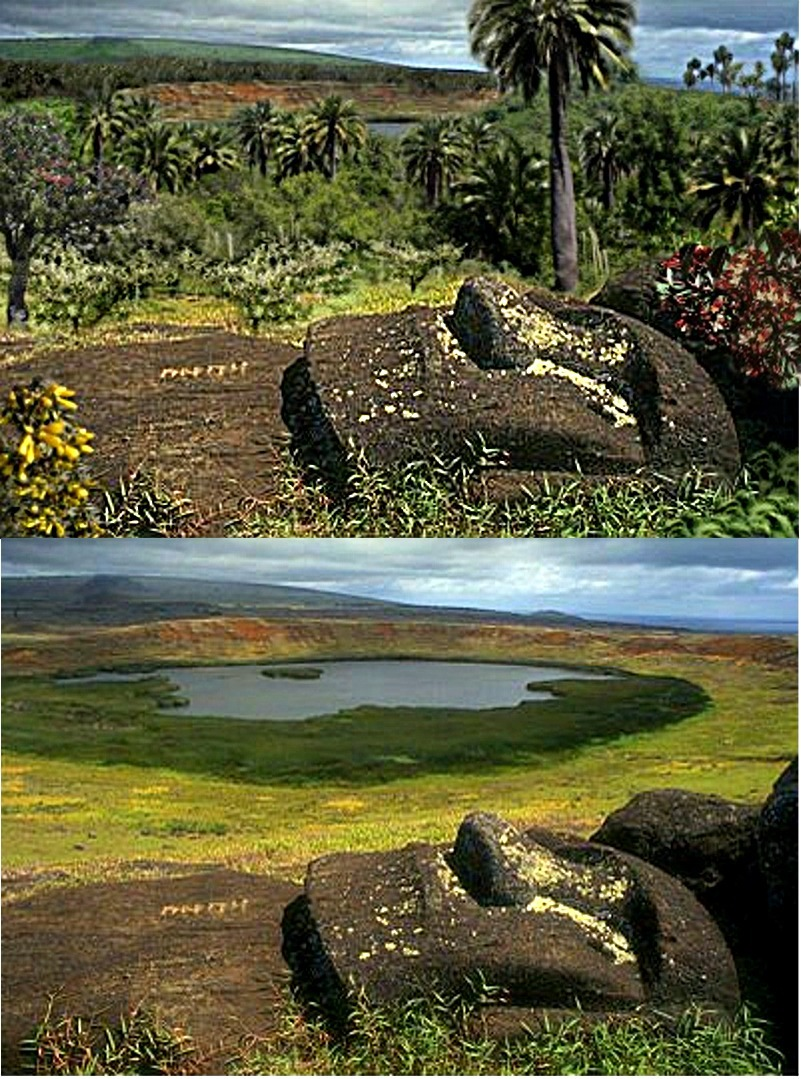
Порівняння первинного ландшафту острова Пасхи (реконструкція, зверху) та сучасного вигляду (знизу)

Острів Пасхи, також відомий як Рапа-Нуї, розташований у південно-східній частині Тихого океану, на 27° південної широти та 109° західної довготи, приблизно за 3700 км на захід від Чилі, адміністративною частиною якого він є, та за 220 км на схід від островів Піткерн. Він є наймолодшим та найзахіднішим в ланцюгу підводних вулканів, які утворилися над гарячою точкою Пасхи на тектонічній плиті Наска, розташованій на схід від Східнотихоокеанської височини. Острів має трикутну форму, його площа становить 163,6 км², а його найвищою вершиною є згаслий вулкан Теревака заввишки 507 м. Окрім Тереваки, на острові Пасхи є ще дві великі вулканічні вершини — Рано-Кау та Поїке, а також кілька дрібніших вулканічних кратерів. Найстарішим вулканом острова є Поїке, який вивергався двічі: перший раз 9 мільйонів років тому, а другий — 2,5 мільйони років тому. Вік застиглих лавових потоків Рано-Кау становить 940 000 років, а Тереваки — 300 000 років. Востаннє вулкани на острові Пасхи вивергалися близько 13 000 років тому. Знамениті статуї острова Пасхи, відомі як моаї, були вирізані з жовтувато-сірого вулканічного туфу острова, а їхні червоні верхівки були вирізані з базальту.
Окрім острова Пасхи, екорегіон включає також невеликий безлюдний острів Сала-і-Гомес, розташований за 415 км на північний схід від Рапа-Нуї. Його довжина під час відпливу становить лише 300 м, а під час припливу вона скорочується до 70 м. Острів постійно піддається впливу солоних бризок. На ньому ростуть лише чотири види наземних рослин. У невеликій западині на Сала-і-Гомесі іноді накопичується прісна вода. Великі популяції морських птахів використовують цей крихітний острівець як місце розмноження. Наземна частина острова оголошена природним заповідником.
Топографія та біота острова Пасхи сформувалися в результаті неодноразових кліматичних змін за останні 38 000 років, а також в результаті останніх вивержень вулканів.

## Клімат
На острові Пасхи переважає тропічний екваторіальний клімат (Af за класифікацією кліматів Кеппена) або вологий субтропічний клімат (Cfa за класифікацією Кеппена). З квітня по жовтень в регіоні дмуть південно-східні пасати. Середньорічна кількість опадів коливається від 1118 до 1250 мм. Сезон дощів припадає на зиму, а найбільше опадів випадає у травні. Середня температура коливається від 19 °C взимку до 24 °C влітку, при цьому мінімальна температура липня на острові становить 15 °C, а максимальна температура лютого — 28 °C.

## Флора

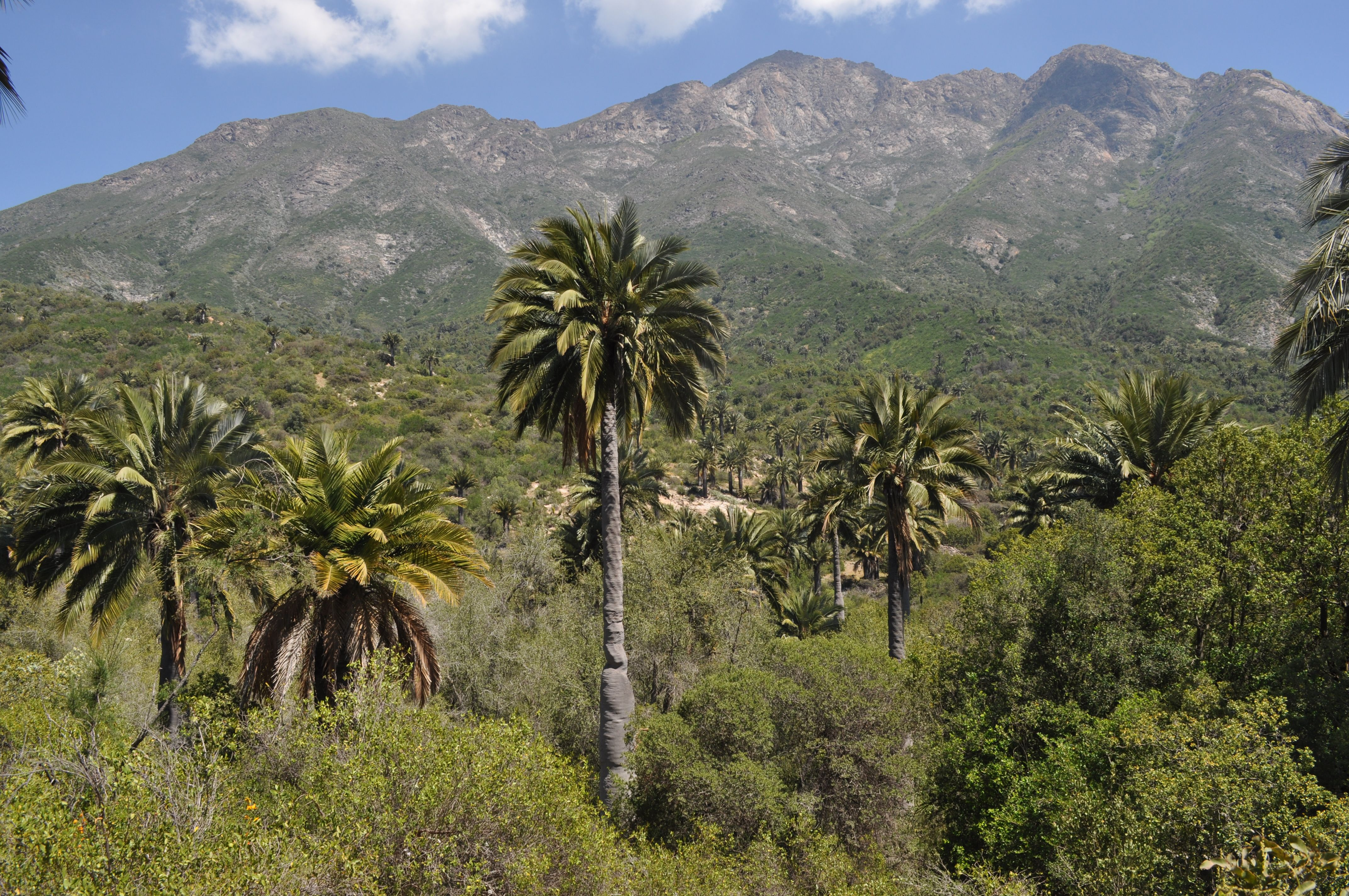
Чилійська винна пальма (Jubaea chilensis), найбільш близькоспорідений вид з вимерлою рапануйською пальмою (Paschalococos disperta)

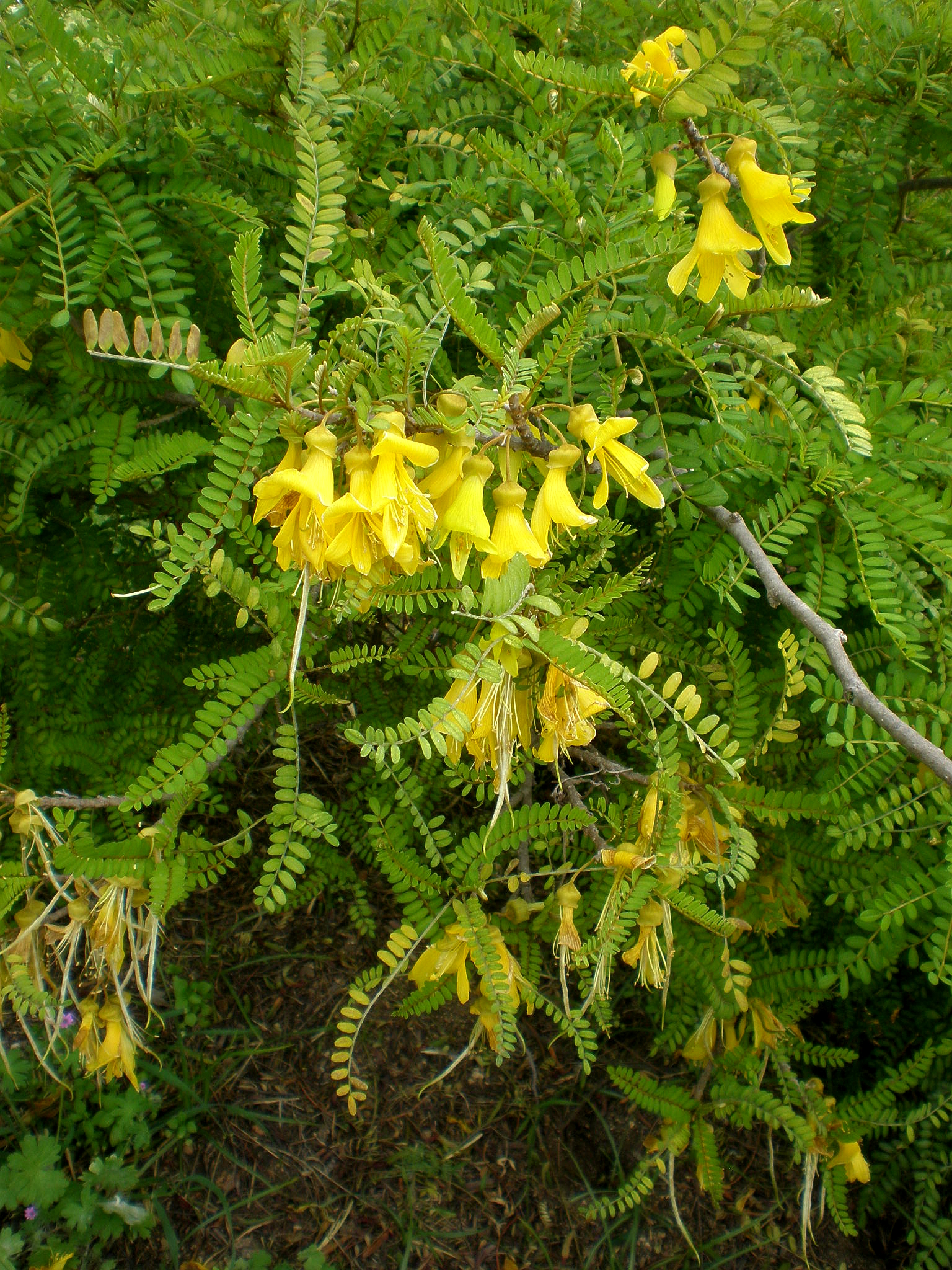
Тороміро (Sophora toromiro), єдиний збережений вид місцевих дерев острова Пасхи

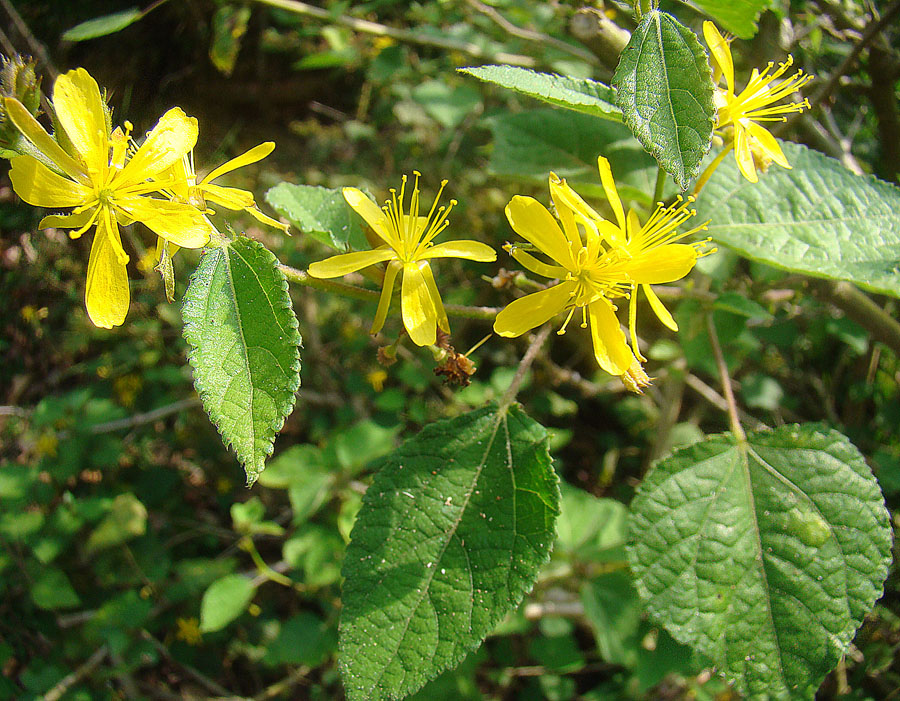
Хау-хау (Triumfetta semitriloba)

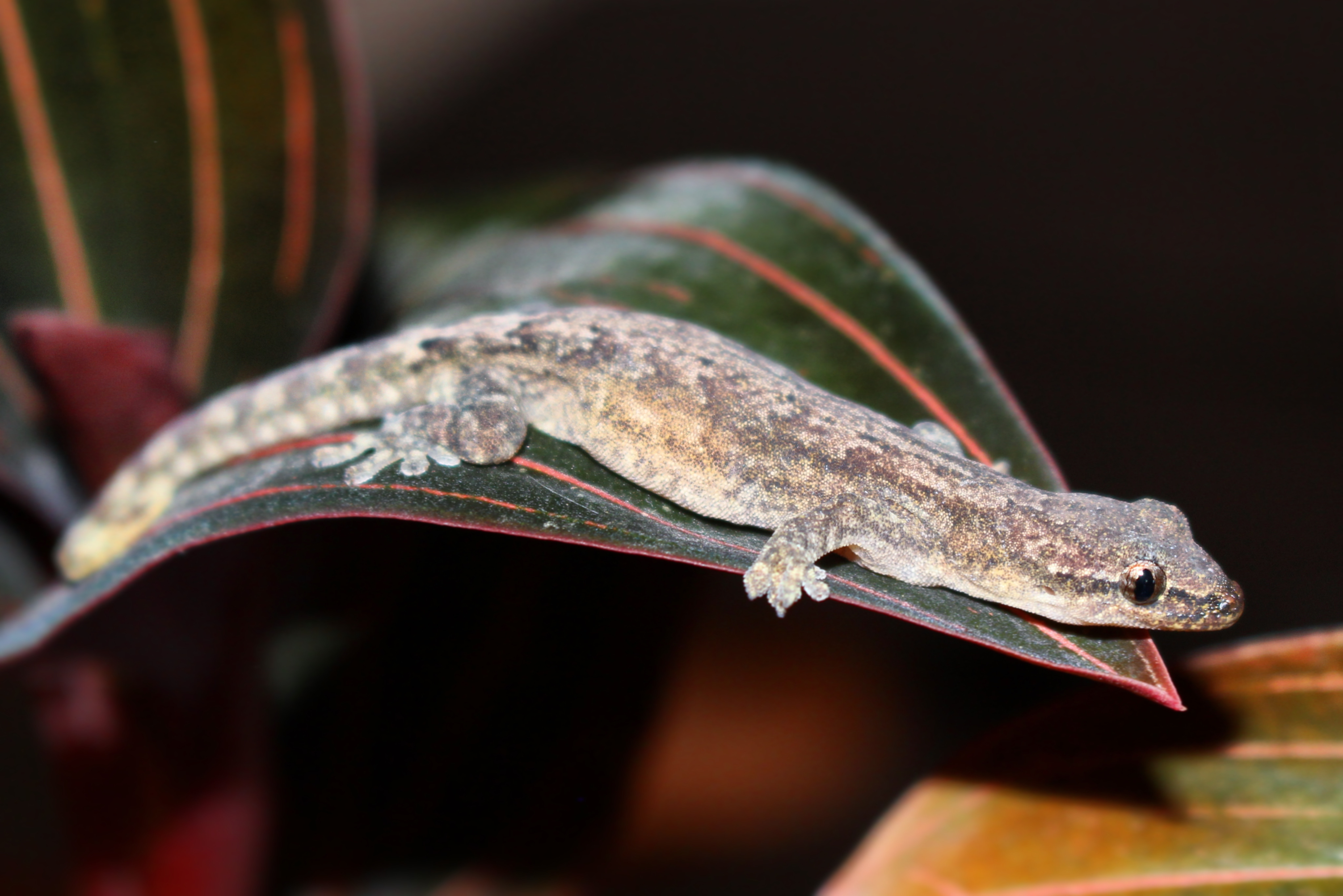
Траурний гекон (Lepidodactylus lugubris)

Порівняно з іншими субтропічними вулканічними островами острів Пасхи завжди був флористично біднішим через його надзвичайну ізольованість. Він ніколи не був пов'язаний з будь-яким континентом  і, на думку дослідників, понад 70 % місцевих рослин були занесені на острів птахами. Згідно з останніми дослідженнями, споконвічна флора острова Пасхи складалася з принаймні 46 місцевих видів рослин, з яких 9 видів, зокрема 3 види трав'янистих рослин, були ендеміками екорегіону. Однак точний склад флори острова невідомий, оскільки дослідження тривають і багато науковців розходяться в думках щодо ідентифікації та класифікації багатьох рослин. Вважається, що багато видів зникли зі знищенням лісу на острові Пасхи.
До появи на острові Пасхи людей він був вкритий густими широколистяними лісами, у яких переважали ендемічні рапануйські пальми (Paschalococos disperta), а також дерева тороміро (Sophora toromiro) та здерев'янілі чагарники хау-хау (Triumfetta semitriloba). Крім того, на острові росло безліч чагарників копросми (Coprosma spp.), папоротей і трав. Тут зростало щонайменше 15 видів папоротей, зокрема 4 ендемічні види — рапануйські дудії (Doodia paschalis), рапануйські багаторядники (Polystichum fuentesii), рапануйські оленячі язики (Elaphoglossum skottsbergii) та рапануйські болотяні папороті (Thelypteris espinosae). Зі збільшенням висоти на схилах вулканів спостерігалися зміни рослинних угруповань. Ці угруповання також змінювалися за складом та структурою внаслідок кліматичних коливань, що відбувалися наприкінці плейстоцену та на початку голоцену.
Основним елементом ландшафту острова Пасхи були ендемічні рапануйські пальми (Paschalococos disperta), близькі родичі чилійської винної пальми (Jubaea chilensis). Вони, ймовірно, досягали 20 м заввишки при діаметрі стовбура близько 1,5 м. Стовбур у цих пальм був роздутий і мав пляшкоподібну форму. Врожай кожної пальми складався з 800-1000 невеликих горіхів, схожих на кокоси. За оцінками науковців, на острові Пасхи до прибуття на нього людей одночасно зростало приблизно 19,7 мільйонів рапануйських пальм. Пальми росли не лише у рівнинних низинах острова, але і на схилах і вершинах вулканів, на висоті до 500 м над рівнем моря. Більша частина пальмового лісу, що займав площу 116 км² або 90 % поверхні острова, росла на висоті до 250 м над рівнем моря, а менша (приблизно 31,5 км²) — на висоті понад 250 м над рівнем моря.
Рапануйські пальми утворювали густий ліс, середня відстань між окремими деревами в якому на висоті до 250 м над рівнем моря становила близько 2,6 м, а на верхніх схилах вулканів — близько 3 м. Щільність популяції пальм, таким чином, становила приблизно 1400 дерев на гектар або 140 000 пальм на 1 км² в низинних частинах острова та приблизно 1110 дерев на гектар або 111 000 пальм на 1 км² на висотах понад 250 м над рівнем моря, дещо зменшуючись зі збільшенням висоти місцезростання.
Іншим ендеміком острова, який наразі вимер, було тороміро (Sophora toromiro) — невелике дерево або чагарник до 3 м заввишки. Воно мало перисте листя, вкрите білими шовковистими волосинками, жовті квіти та довгі вузькі плоди.
Колись вважалося, що здерев'янілий напівчагарник хау-хау (Triumfetta semitriloba) був завезений на острів, оскільки це важлива рослина, що використовується в текстильній промисловості. Проте аналіз пилку цієї рослини показав, що вона росте на острові Пасхи не менше 35 000 років. Деякий час вважалося, що хау-хау вимер на острові, але у 1988 році було знайдено щонайменше чотири його особини.

## Фауна
Орнітофауна острова Пасхи наразі включає лише 24 види морських птахів, а всі наземні птахи острова завезені на нього людьми. Однак у стародавніх відкладах острова палеонтологами було знайдено та ідентифіковано рештки принаймні шести видів наземних птахів із чотирьох родин: один вид чапель, один вид сипух, два види пастушків, у тому числі один вид погоничів, та два види папуг. За винятком погонича (Porzana sp. nov.) знайдені кістки решти наземних птахів були надто фрагментарні, щоб за ними можна було б ідентифікувати вид або хоча б рід. Найімовірніше, всі ці види є новими для науки, ще не описаними, і є велика ймовірність, що вони були ендеміками острова Пасхи. Всі вони вимерли після появи на острові людей внаслідок знищення їх середовища проживання, інтродукції чужорідних видів та безпосереднього полювання на них. При дослідженні скам'янілостей було встановлено, що острів Пасхи в минулому був місцем гніздування принаймні 25 видів морських птахів (хоча, за деякими оцінками, їхня загальна кількість могла досягати 30 видів), з яких 8-10 видів гніздилися на самому острові, а від 13 до 16 видів гніздилися на сусідніх острівцях і скелях. Оскільки на острові не було хижаків, мабуть, мільйони морських птахів гніздилися у його лісах до появи на ньому людей.
Наразі на острові Пасхи гніздяться 13 видів морських птахів, зокрема жовтодзьобі сули (Sula dactylatra), тихоокеанські фрегати (Fregata minor), білохвості фаетони (Phaethon lepturus), червонохвості фаетони (Phaethon rubricauda), острівні буревісники (Puffinus nativitatis), кермадецькі тайфунники (Pterodroma neglecta), тайфунники-провісники (Pterodroma heraldica), тайфунники Мерфі (Pterodroma ultima), австралійські тайфунники (Pterodroma nigripennis), макронезійські тайфунники (Pterodroma alba), строкаті крячки (Onychoprion fuscatus), бурі крячки (Anous stolidus) та сірокрилі крячки (Anous albivitta). Ще чотири види птахів — чорноброві альбатроси (Thalassarche melanophris), пінтадо (Daption capense), гігантські буревісники (Macronectes giganteus) та велетенські буревісники (Macronectes halli) — регулярно прилітають на острів, але не розмножуються на ньому. Крім того, іноді острів Пасхи відвідують червононогі сули (Sula sula), білочереві сули (Sula leucogaster), реюньйонські буревісники (Puffinus bailloni), рапайські буревісники (Puffinus myrtae), чорні тайфунники (Pterodroma atrata), білі крячки (Gygis alba) та полінезійські крячки (Onychoprion lunatus), а також кілька видів прибережних птахів, — бурокрилі сивки (Pluvialis fulva), аляскинські коловодники (Tringa incana), гострохвості побережники (Calidris acuminata), білі побережники (Calidris alba), тихоокеанські чепури (Egretta sacra) та єгипетські чаплі (Bubulcus ibis). Шість видів птахів — сизі голуби (Columba livia), банківські курки (Gallus gallus), чилійські інамбу (Nothoprocta perdicaria), хіманго (Milvago chimango), південні діуки (Diuca diuca) та хатні горобці (Passer domesticus) — були інтродуковані на острів людьми.
На острові Сала-і-Гомес гніздяться острівні буревісники (Puffinus nativitatis), кермадецькі тайфунники (Pterodroma neglecta), тайфунники Мерфі (Pterodroma ultima), білогорлі океанники (Nesofregetta fuliginosa), червонодзьобі фаетони (Phaethon aethereus), червонохвості фаетони (Phaethon rubricauda), тихоокеанські фрегати (Fregata minor), жовтодзьобі сули (Sula dactylatra), бурі крячки (Anous stolidus), строкаті крячки (Onychoprion fuscatus) та сірокрилі крячки (Anous albivitta). Його регулярно відвідують гігантські буревісники (Macronectes giganteus) та тайфунники-провісники (Pterodroma heraldica). Час від часу на Сала-і-Гомесі спостерігаються червононогі сули (Sula sula), білі крячки (Gygis alba), полінезійські крячки (Onychoprion lunatus) та атолові крячки (Anous minutus).
Місцеві наземні ссавці на острові Пасхи відсутні. Герпетофауна екорегіону включає два види ящірок — траурного гекона (Lepidodactylus lugubris), широко поширеного в Океанії та Південно-Східній Азії, та ендемічний підвид океанійського змієокого сцинка Cryptoblepharus poecilopleurus paschalis. Однак існує ймовірність, що обидва види були завезені на острів людьми.
Більша частина місцевої біоти вимерла після заселення острова людьми, однак деякі ендемічні види безхребетних, зокрема кілька видів дрібних метеликів, мокриць з родини Armadillidiidae та колембол збереглися в регіоні. Ймовірно, набагато більше ендемічних безхребетних тварин, зокрема низка видів наземних равликів, зникли разом з лісами. Більшість видів метеликів, поширених в екорегіоні, походять з індо-австралійських тропіків, тому вважається, що вони потрапили на острів із заходу. Між лепідофаунами острова Пасхи та Південної Америки не було виявлено жодного зв'язку, хоча три види місцевих метеликів є космополітами. Один вид, Asymphorodes trichogramma, є майже ендемічним представником екорегіону: окрім острова Пасхи він зустрічається лише на Маркізьких островах у Французькій Полінезії. Примітно, що до прибуття європейців у біоценозі острова практично не було тварин, що рилися у ґрунті, — дощових черв'яків та мурах, які могли б здійснювати біотурбацію ґрунту.

## Знищення
Перші полінезійські поселенці прибули на острів Пасхи приблизно у XII столітті н.е. Невідомо, коли почалася масштабна вирубка лісу, однак до 1722 року, коли на острів прибули перші європейці, він був майже повністю знищений і дерев на острові майже не залишилося. Лише кілька дерев збереглися на стрімких внутрішніх схилах кратера Рано-Ракау. Дані більшості радіовуглецевих досліджень показують, що острів Пасхи залишався практично незайманим до 1100-1300 р н.е. Дослідження фрагментів деревини та горіхів, виявлених при археологічних розкопках та у тріщинах скель, показали, що у XIV столітті популяція пальм на острові все ще була значною. Однак уже протягом XV століття площа пальмового лісу значно скоротилася, хоча він ще й не зник повністю. Зрештою діяльність корінних рапануйців та європейців призвела до того, що від початкової рослинності на острові майже нічого не залишилося. Рапануйська пальма (Paschalococos disperta) повністю вимерла, а дерево тороміро (Sophora toromiro) зникло в дикій природі. Також на острові зникли кілька видів копросм (Coprosoma spp.). Серед рослин, що колись домінували на острові Пасхи, дотепер збереглися лише чагарники хау-хау (Triumfetta semitriloba). Крім того, на острів було завезено 166 чужорідних видів рослин, зокрема кілька видів пальм, таких як кокосова пальма (Cocos nucifera) та чилійська винна пальма (Jubaea chilensis). Тільки нещодавні палеоботанічні дослідження викопного пилку, знайденого у відкладах кратерних озер острова, вулканічних відбитків стовбурів дерев, залишених потоками лави, залишків коренів у ґрунті та деревних фітолітів показали, що до прибуття перших поселенців на острів Пасхи на ньому росли безліч дерев, чагарників, папоротей і трав.

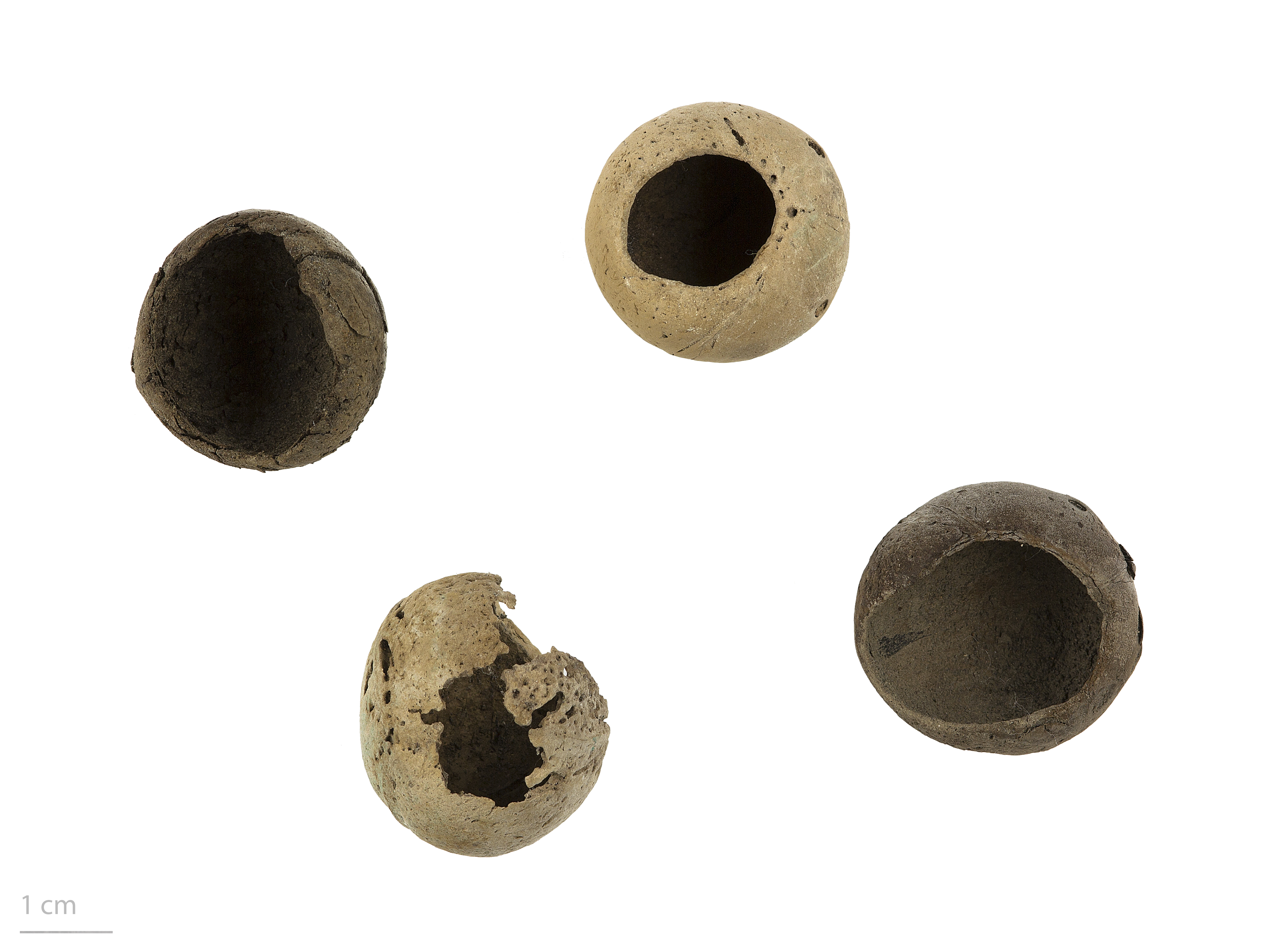
Напівзотлілі шкаралупи горіхів та фрагменти стовбурів — все, що залишилося від рапануйських пальм (Paschalococos disperta), ендеміків острова Пасхи

Вважається, що вимерла рапануйська пальма була основним джерелом деревини, що використовувалася рапануйцями для переміщення величезних кам'яних статуй моаї. Радіовуглецеве датування з використанням мас-спектрометрії показало, що цей вид ще був присутній на острові в середині XVII століття. За припущенням дослідників, надмірна експлуатація корінними жителями острова призвела до зникнення цієї пальми, що колись домінувала на острові. Однак деякі дослідники припускають, що принаймні частково це могло статися через кліматичні зміни. Крім того, існує припущення, що малі пацюки (Rattus exulans), завезені людьми, могли поїдати плоди пальми, тим самим перешкоджаючи її розмноженню, що також могло відіграти помітну роль у зникненні цієї рослини.
Тороміро також було джерелом деревини для рапануйців, і його популяція значно скоротилася внаслідок надмірної експлуатації. Тороміро було єдиним видом дерев, що зберігся на острові на час прибуття європейців. На той час невеликі ділянки цих чагарників ще росли на вулканічних схилах. Однак, після того, як у XVIII столітті європейці завезли на острів овець, останні представники цього виду почали зникати. Худоба об'їдала листя і кору цих рослин, і вони гинули. Під час ботанічних досліджень, що проводились на острові у 1917 та 1935 роках, було виявлено по одному дереву цього виду, у 1955—1956 роках у тих же місцях було знайдено кілька дерев (за іншими даними, лише одне дерево), проте вже у 1962 році пошуки тороміро виявилися безуспішними. З того часу ця рослина вважається повністю зниклою у дикій природі.
Дослідження делювіальних відкладів показали, що в останні століття існування лісу на острові рапануйці розчищали його підсічно-вогневим методом, спалюючи ліс. Радіовуглецеве датування обвуглених залишків пальм, таких як пні, частини горіхів, сегменти коренів і пальмове листя, показало, що лісові пожежі влаштовувалися приблизно між 1200 і 1650 роками н.е., тобто для повного знищення пальмового лісу знадобилося близько чотирьох з половиною століть. Найбільш інтенсивне його знищення відбувалося між 1280 та 1550 роками н.е. Можливо, після 1650 року ще існувало кілька невеликих популяцій дерев, проте вони були знищені до прибуття європейців у 1722 році.
Дослідження показали, що вирубка лісу почалася не в низинах поблизу узбережжя, де були засновані більшість перших поселень рапануйців. Найбільш ранні свідчення вирубки лісу були знайдені у більш віддалених, гірських місцевостях, таких як схили Поїке. Дослідження показали, що вирубка лісу, що ріс на великій висоті в центрі острова, почалася ще у XIII столітті. На всьому острові було виявлено лише два місця, де пальми самі виросли або були висаджені людьми після початку спалювання лісу. Перше місце було знайдено на внутрішньому схилі Рано-Рараку, а друге - у верхній течії Кебрада-Вайпу, де рапануйці висадили пальми на вимощених камінням терасах.
Інтенсивна вирубка лісу рапануйцями призвела до водної та вітрової ерозії ґрунту. Водна ерозія змивала частинки ґрунту вниз по схилах. Лише невелика їх частина була змита річками в океан, а більшість часток утворили делювіальні відклади на нижніх схилах та у неглибоких сухих долинах.
Наразі острів майже повністю вкритий травою, крім кількох ізольованих насаджень декоративних дерев та чагарників. На більшій частині острова поширені луки, основу яких складають інтродуковані злаки: різні види ковили (Stipa spp.) та американської ковили (Nassella spp.), індійський спороболус (Sporobolus indicus) та пальчастий свинорий (Cynodon dactylon). Дно кратера Рано-Ракау вкрите густими чагарниками високого очерету татора (Schoenoplectus californicus subsp. tatora). Дослідник історії острова Тур Хеєрдал висловлював припущення, що він міг бути завезений на острів давніми мореплавцями з Перу, проте дослідження його пилку показали, що він ріс на острові принаймні 30 000 років, тобто на десятки тисяч років раніше прибуття на острів людей, тому цілком імовірно, що це вид міг бути занесений сюди птахами.

## Відновлення
У 1950-х роках Тур Хеєрдал привіз до Європи насіння останнього дерева тороміро, яке він передав до Гетеборзького ботанічного саду у Швеції. У 1979 році це насіння проросло і з нього вдалося виростити молоді дерева. Згодом співробітники британських Королівських ботанічних садів К'ю здійснювали спроби реінтродукції тороміро на острів Пасхи. Однак чужорідні рослини та тварини ускладнюють збереження та відновлення природних угруповань, флори і фауни острова. Так, щоб популяції місцевих видів рослин змогли відновитися, випас коней та інших свійських травоїдних тварин має суворо контролюватися. Хоча у 1935 році на острові був створений Національний парк Рапа-Нуї площею 68 км², він має недостатньо ефективне управління, оскільки місцеві жителі часто ігнорують правила парку.
Інтенсивний випас худоби, поширення інвазивних види рослин та тварин, а також часті пожежі становлять серйозну загрозу для збереження місцевих рослинних угруповань, що збереглися на острові Пасхи, та призводять до продовження скорочення популяцій останніх місцевих видів. Будь-які зусилля щодо відновлення місцевої екосистеми повинні враховувати всі ці загрози. Крім того, загрозу для рослинності острова становлять також археологічні дослідження, ерозія ґрунту та розвиток туризму.
Пріоритетними природоохоронними заходами на острові на найближчі роки є: 
- Підтримка подальших зусиль щодо вирощування та відновлення тороміро на стрімких схилах, недоступних для випасу худоби та пожеж;
- Захист кількох печер, у яких збереглися популяції місцевих безхребетних тварин;
- Знищення пацюків та кіз на прибережних островах заради збереження популяцій місцевих безхребетних та морських птахів[4].